# Ісаєнко Володимир Миколайович
Володимир Миколайович Ісаєнко (нар. 16 квітня 1954, Немішаєве) — український учений-еколог. Доктор біологічних наук (2004), професор (2005). Академік АН ВШ України з 2007 р. Із жовтня 2016 року по 22 жовтня 2020 року займав посаду ректора Національного авіаційного університету. Переможець премії академічна негідність 2019 року, в номінації «Токсичний ректор». Лауреат антипремії «Академічна негідність» у номінації «Токсичний ректор 2019».

## Біографія
Народився у смт Немішаєве Київської обл. У 1976 р. закінчив факультет технології бродильних виробництв Київського технологічного інституту харчової промисловості. У 1976—1977 pp. працював інженером Ічнянського спиртового заводу. У 1977—1978 pp. служив в армії. Із 1979 р. працював у Київському технологічному інституті харчової промисловості: старший інженер кафедри біотехнології продуктів бродіння (1979—1981), аспірант (1981—1984), молодший науковий співробітник кафедри біотехнології продуктів бродіння (1984—1985), старший науковий співробітник цієї кафедри (1986—1987). У 1985 р. захистив дисертацію «Розробка способів підвищення ферментативної активності суспензії солоду та ферментних препаратів у спиртовому виробництві» на здобуття наукового ступеня кандидата технічних наук за спеціальністю «технологія бродильних виробництв». З 1987 р. працював у МВССО УРСР (з 1992 р. — у Міносвіти України): інспектор Головного управління вищої освіти (1987—1988), головний спеціаліст цього управління (1989—1992), головний спеціаліст Головного управління акредитації (1992—1993), начальник відділу цього управління (1993—1995), заступник начальника Головного управління ліцензування та акредитації (1995—1998). У 1988—1998 pp. за сумісництвом — доцент кафедри біотехнології продуктів бродіння Київського технологічного інституту харчової промисловості (з 2003 р. — Національний університет харчових технологій), у 1998—2000 pp. — докторант цього університету. З 2001 р. — завідувач кафедри екології Національного авіаційного університету, з 2003 р. — декан факультету екологічної безпеки, з 2006 р. — директор Інституту міського господарства. Захистив дисертацію «Біологічно активні речовини антипаразитарної дії в агроекосистемах» на здобуття наукового ступеня доктора біологічних наук за спеціальністю «Екологія» (2004). Професор по кафедрі екології (2005).
З 2008 р. успішно працював на посаді директора Інституту перепідготовки та підвищення кваліфікації Національного педагогічного університету ім. М. П. Драгоманова.
З жовтня 2016 року — виконував обов'язки ректора Національного авіаційного університету. Високі досягнення в роботі і талант менеджера гідно оцінили в Національному авіаційному університеті. 14 березня 2018 на виборах ректора Авіаційного університету переміг із 51,3 % голосів.
У жовтні 2020 року Міністр освіти і науки України С. М. Шкарлет незаконно звільнив В. М. Ісаєнка з посади ректора за необґрунтованими звинуваченнями і необ'єктивною оцінкою роботи. Проте, суд ухвалив рішення поновити В. М. Ісаєнка на посаді ректора Національного авіаційного університету.

## Науковий доробок
Наукові дослідження пов'язані з біотехнологіями біологічно активних речовин, утилізацією промислових відходів, моніторингом та ремедіацією ґрунтів, забруднених пестицидами, екологічним аудитом. Автор понад 160 наукових праць, у тому числі 3 підручників, 9 навчальних посібників, 2 словників, 3 довідників, 10 авторських свідоцтв та патентів. Учасник понад 40 міжнародних та регіональних наукових конференцій. Член президії науково-методичної комісії МОН України з напряму «екологія», член вченої ради Національного авіаційного університету, голова спеціалізованої вченої ради за спеціальністю «екологічна безпека» в НАУ та член ще двох спецрад із захисту докторських дисертацій.
Нагороджений знаком «Відмінник освіти України» (1996) та знаком «Петро Могила» (2007).

## Результати діяльності
- У 2019 році Володимира Ісаєнко визнано «Токсичним ректором року» за те, що поставив на посаду проректора відомого псевдонауковця Юрія Теслю попри небажання студентів[4].
- Переможець премії академічна негідність 2019 року, в номінації «Токсичний ректор[1]».
- Лауреат антипремії «Академічна негідність» у номінації «Токсичний ректор 2019»[2].